# Javor červený

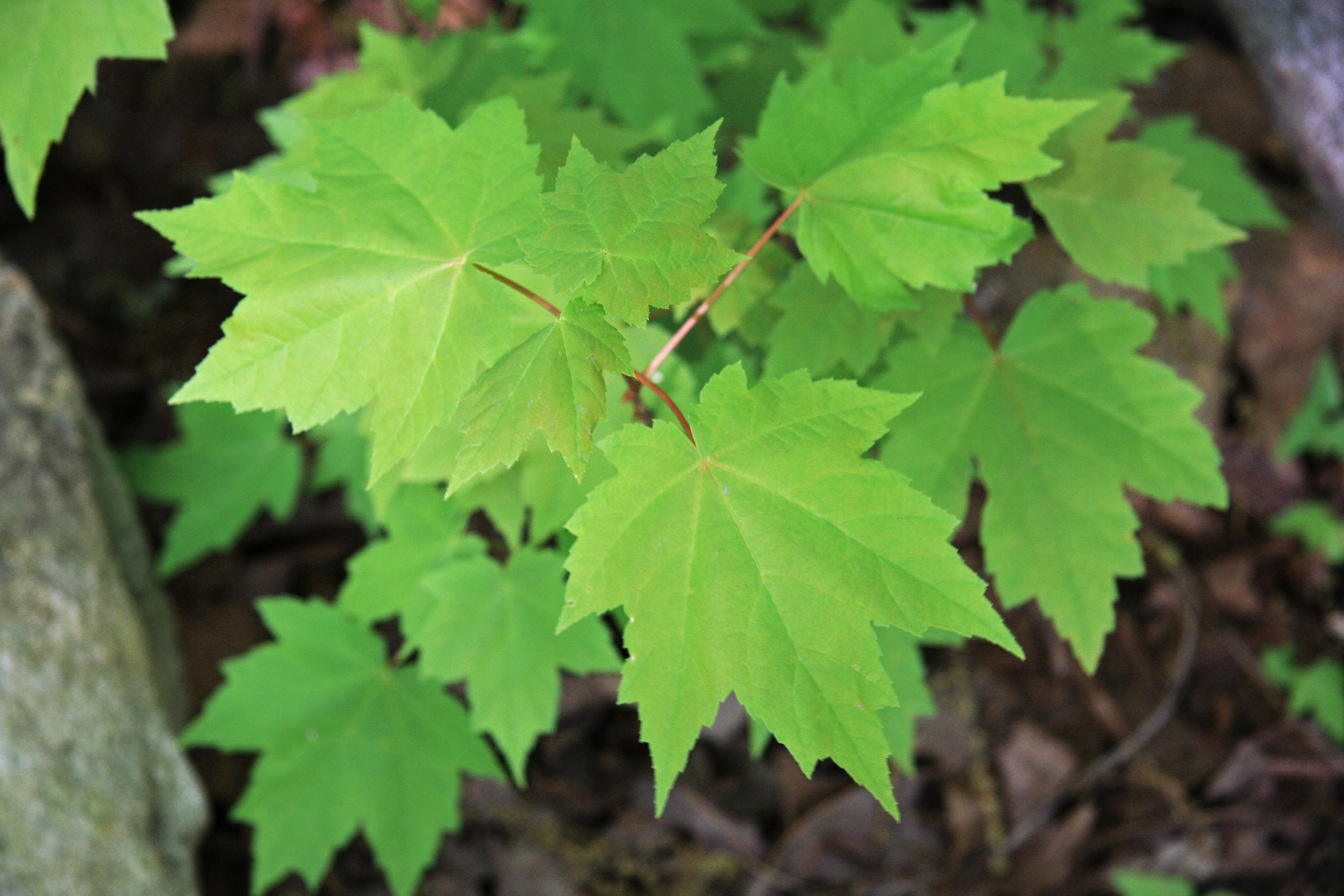
Letní listy

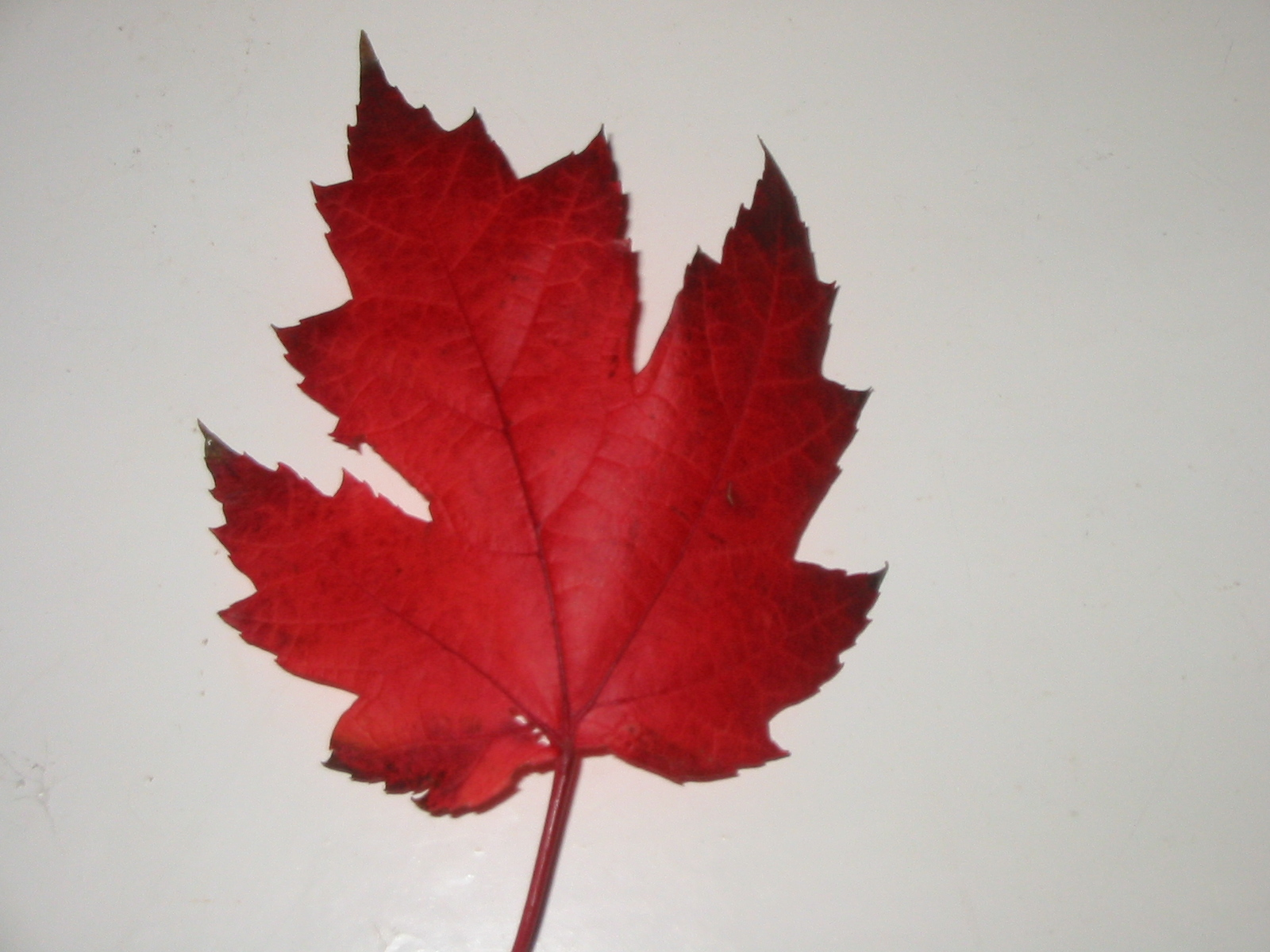
Podzimní list

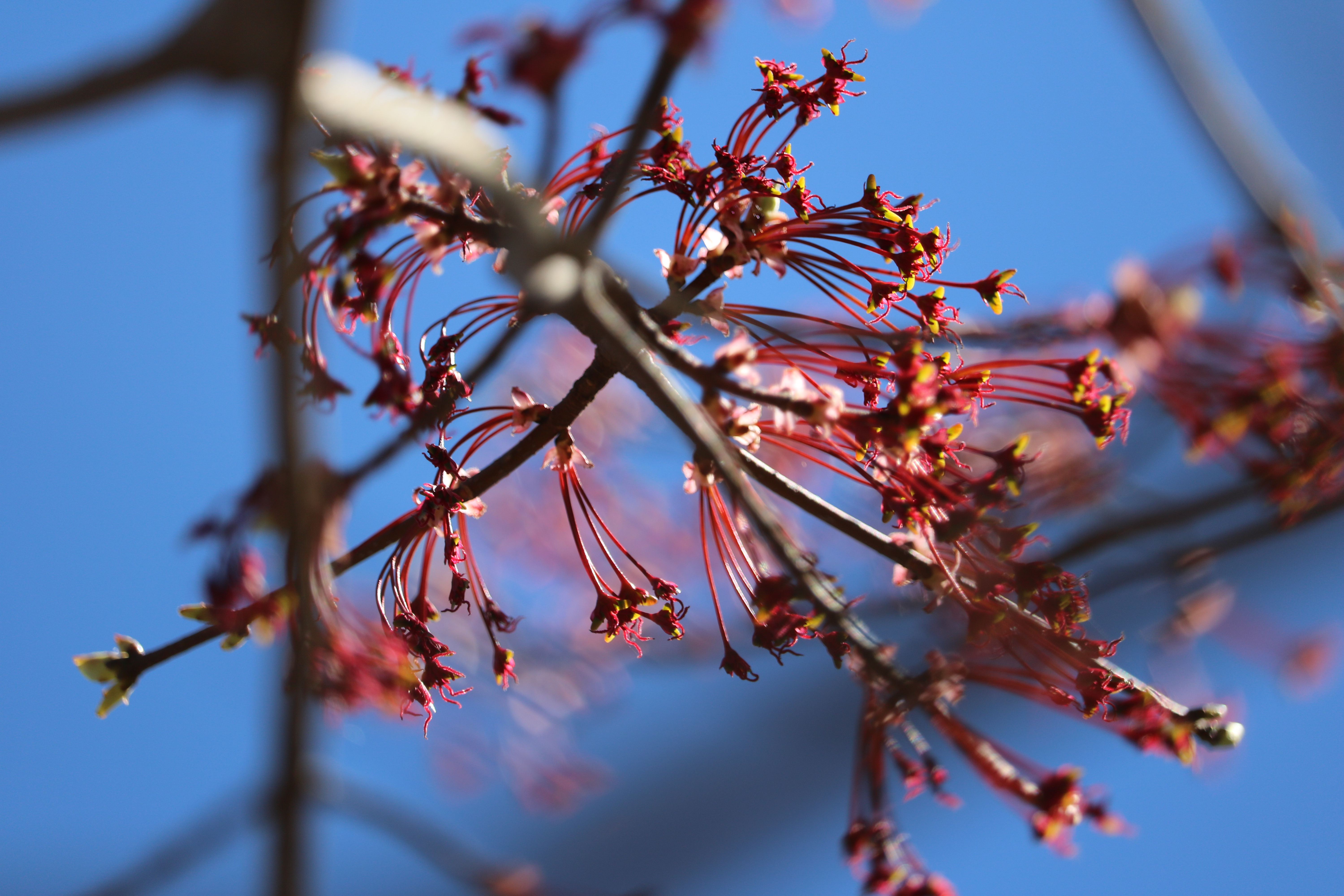
Samičí květy na stopkách

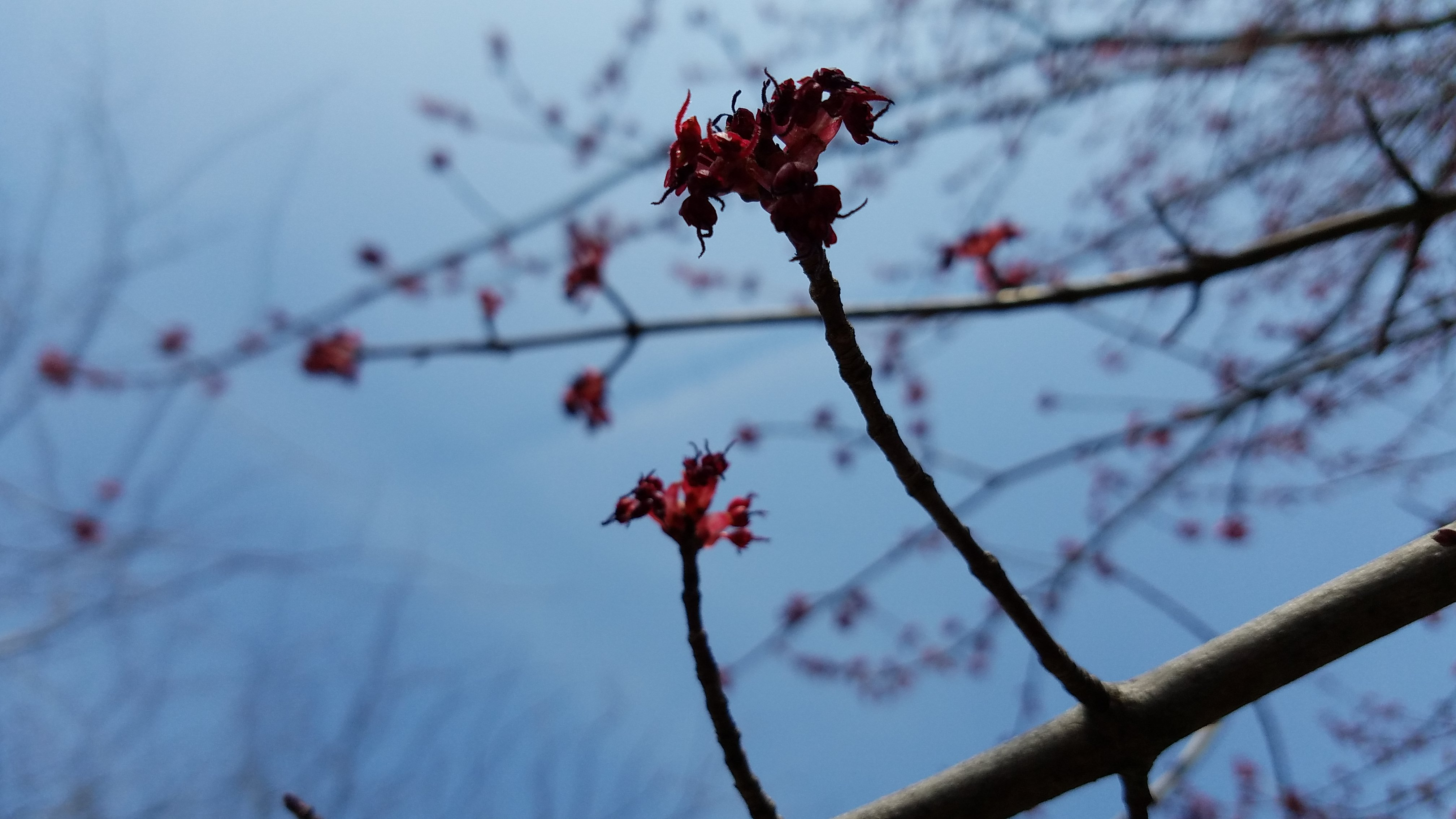
Přisedlé samčí květy

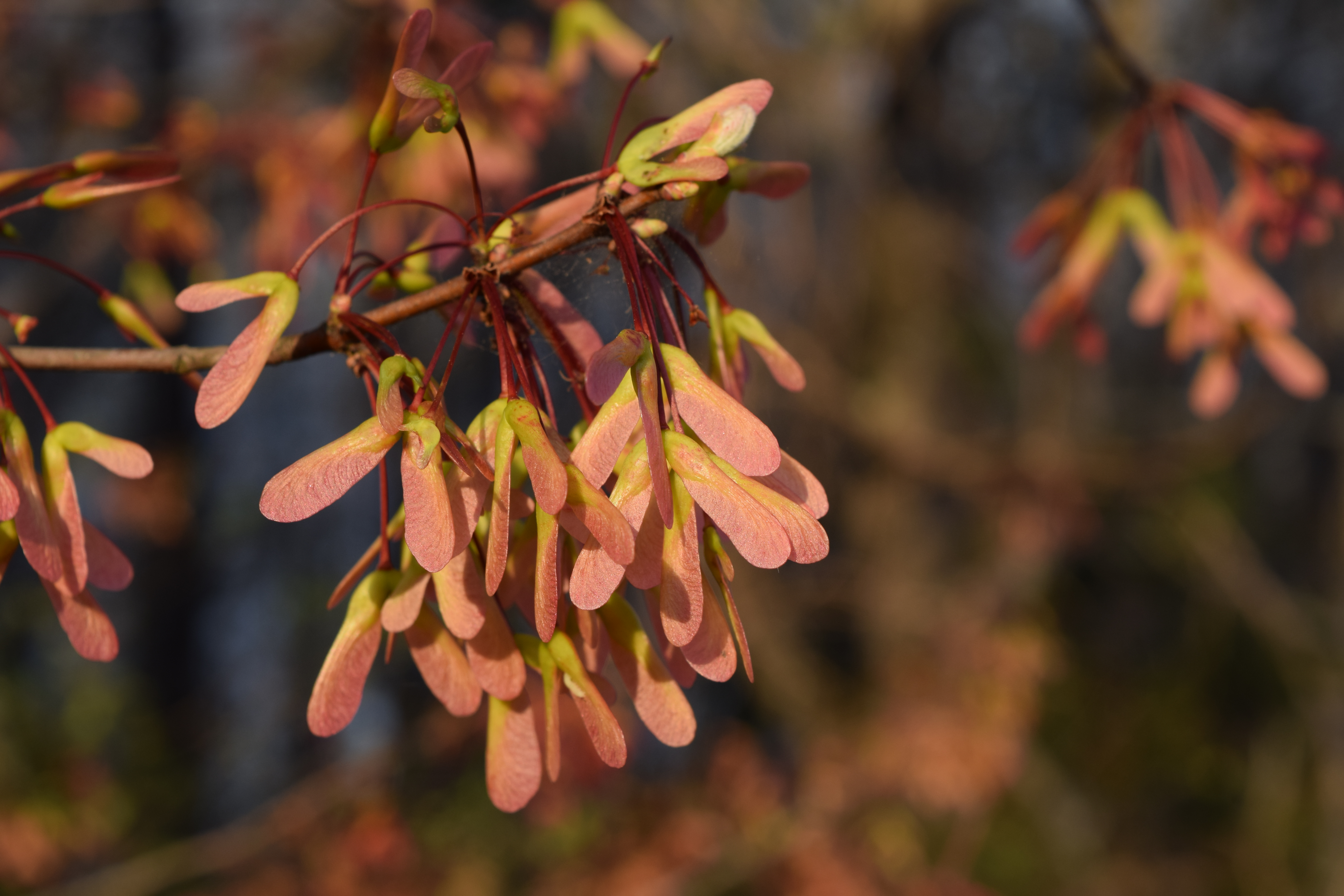
Dozrávající dvounažky

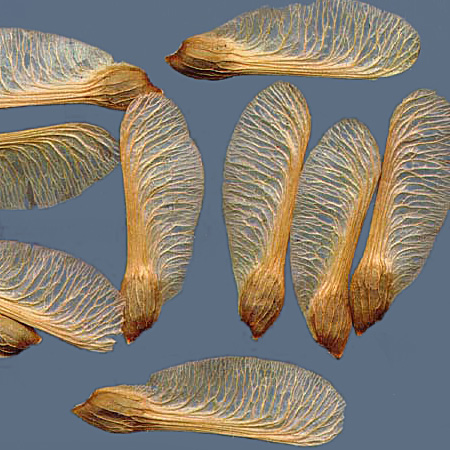
Semena s křidélky

Javor červený (Acer rubrum) je statný, opadavý, listnatý strom dosahující výšky kolem 30 m. Pochází ze Severní Ameriky a je jedním z nejznámějších více než 120 druhů rodu javor.. Je původní druh na východě Spojených států amerických a Kanady, kde místy tvoří až dominantní porosty a je tam považován za nejrozšířenější stromovou dřevinu.
Jeho květy, větvičky, řapíky, listy i semena jsou v různé době a míře červené. Své rodové jméno rubrum (červený) nedostal podle na podzim se zbarvujících listů, ale dle výrazně vínově červených květů objevujících se brzy z jara ještě před olistěním.

## Rozšíření
Strom má rozlehlý areál rozkládající na severoamerickém severovýchodě od kanadského Nového Skotska a jižních oblastí Quebeku, Ontaria a Manitoby přes státní hranici do Spojených států amerických. Tam se vyskytuje od severovýchodu (Illinois, Indiana, New Jersey, New York, Ohio, Pensylvánie) přes rozlehlá východní území (Alabama, Arkansas, Delaware, Florida, Georgie, Jižní Karolína, Severní Karolína, Kentucky, Louisiana, Maryland, Mississippi, Oklahoma, Tennessee, Vermont, Virginie) až po Nové Mexiko a Texas na jihu.
Koncem 19. a v prvé polovině 20. století v severovýchodních amerických lesích zásadně vzrostl podíl javoru červeného. Došlo k tomu po vykácení nemocí zachvácených stromů jilmu amerického (Ulmus americana), jilmu Thomasova (Ulmus thomasii), kaštanovníku zubatého (Castanea dentata) a po hojném mýcení břízy žluté (Betula alleghaniensis) i javoru cukrového (Acer saccharum). Tehdy se javor červený na uvolněných místech samovolně rozšířil dobře klíčícími semeny, kterých produkuje veliké množství. Na mnohých místech tak vznikl téměř čistý, jednodruhový porost, kdy na více než 80 % výměry lesa roste stejný druh. Je dnes mnohem hojnější, než když Evropané poprvé dorazili do Severní Ameriky. Na východě kontinentu, podél Atlantského oceánu, vytváří souvislý areál v délce přes 2500 km, nejdelší u všech severoamerických stromů.
V roce 1656 byl javor červený dovezen do Anglie, kde dosáhl velké obliby. V Česku byl poprvé vysázen v pražské Královské oboře roku 1835. Asi stoletý exemplář nyní roste v Botanické zahradě Univerzity Karlovy v Praze. Skupina mladších jedinců je k vidění i v Dendrologické zahradě v Průhonicích.

## Ekologie
Optimum jeho výskytu je na kyselých, vlhkých a minerálně bohatých půdách. Může však růst na široké škále typů půd s různou strukturou, vlhkostí, pH i nadmořskou výškou, je k těmto vlastnostem tolerantnější než jakýkoliv jiný původní lesní strom Severní Ameriky. Roste na půdách s podkladem žuly, ruly, břidlice, pískovce, křemene i vápence. Vyvíjí se dobře na odvodněných i vlhkých místech od nízké po střední nadmořskou výšku a je běžný na suchých hřebenech horských svahů s jižní i západní expozicí, normálně roste v bažinatých oblastech, podél písčitých břehů vodních toků i na špatně odvodněných, často přeplavovaných plochách. Velkému rozšíření také napomohlo hojné sázení při terénních úpravách málo plodné půdy a rychle zarůstání volných míst po kácení nebo požárech.
Je odolný vůči chladu, větru i městskému znečištění, roste spolehlivě i v polostínu. Odolává mrazu až do -40 °C, vyskytuje se od hladiny moře až do výšky 900 m n. m. Kvete v březnu a dubnu ještě před olistěním, někdy již ve čtyřech létech, prvé plody však vytváří až ve věku osmi roků. Strom je velmi tolerantní k měnícím se klimatickým podmínkám. Je prokázáno, že při povodních mu ani dvouměsíční zaplavení terénu nezpůsobí žádnou viditelnou újmu a při déletrvajícím suchu je schopen růst zastavit a po zlepšení podmínek opět obnovit.
Na vlhkých místech mají stromy jen nehluboko sahající svislé kořeny, jejich dobře vyvinuté dlouhé, téměř vodorovné boční kořeny však zajišťují dospělým stromům stabilitu. Tyto kořeny se nacházejí převážně v horních 25 cm půdy a statné stromy je mívají dlouhé až 30 m. Na suchých stanovištích bývají podstatně kratší a směřují do větší hloubky.

## Popis
Opadavý strom vysoký až 35 m s kmenem o průměru obvykle až 90 cm a rozložitou, nepravidelnou, řidší korunou. Kůra je v mládí tenká, šedá a hladká, později tmavne a praská do podlouhlých desek, letorosty jsou zbarvené červeně až měďnatě hnědě. Strom na chudším stanovišti je často pokřivený nebo mívá zdvojený kmen. Pokud roste osamoceně na otevřeném prostranství, může mít kmen kratší, s průměrem až 150 cm a korunu více zaoblenou. Nejmohutnější známý strom je vysoký okolo 38 m a jeho kmen má obvod asi 5 m.
Listy jsou svrchu lesklé a tmavě zelené, na rubu jsou bělavě namodralé až sivé a zprvu řídce plstnaté, jejich 5 až 10 cm dlouhý řapík je většinou načervenalý. Vejčité tmavočervené pupeny jsou 3 až 4 mm dlouhé, vytvářejí se již na přelomu podzimu a zimy a díky načervenalému odstínu jsou již z dálky dobře patrné. Listové čepele s dlanitou žilnatinou jsou dlouhé 5 až 10 cm a 4 až 10 cm široké. Bývají tří až pětilaločné, laloky jsou hranatě vejčité, na konci zašpičatělé, po obvodě nepravidelně vroubkovaně pilovité, střední a horní postranní laloky mívají jeden až dva zuby. Na podzim před opadem získávají listy barvu žlutou, karmínově červenou až červeně oranžovou. Samčí stromy mívají listy více červené, kdežto samičí spíše oranžové, barvu ovlivňuje i kyselost půdy. Javor červený patří mezi prvé stromy, které se na podzim zbavují zelené barvy, získanou podzimní barvu si podržují po několik týdnů.
Květy zbarvené karmínově červeně vyrůstají ve svazečcích na koncích větviček. Samčí květy jsou přisedlé, kdežto samičí a oboupohlavné rostou na tenkých stopkách, jež se prodlužují, takže později visí ve shluku na stopkách 1 až 5 cm dlouhých. Kalich je pětilaločný a stejně jako koruna má pět podlouhle obvejčitých lístků. V oboupohlavném květu bývá nejčastěji pět tyčinek s prašníky a horní lysý semeník vytvořený ze dvou plodolistů, pestík má dvě dlouhé čnělky s bliznami vyčnívajícími z květu. Samčí květ obsahuje čtyři až dvanáct, nejčastěji osm tyčinek, samičí květ má dvě čnělky. Květy produkují nektar, jsou opylovány hmyzem.
Plod je křídlatá dvounažka, 15 až 25 mm dlouhá, s poněkud odlišnými křídly jazykovitého tvaru, která spolu svírají úhel 50 až 60°. Dvounažka mívající barvu od hnědé po načervenalou zastupuje oplodí, napomáhá k šíření větrem. Plod postupně dozrává od dubna do začátku června, těsně předtím, než je vývoj listů zcela dokončen, po uzrání se rozpadne na dvě merikarpia (semena) s dlouhým blanitým křídlem. Strom o průměru kmene 20 cm vyprodukuje ročně až 90 tisíc semen a s kmenem o průměru 30 cm až milion semen. Plody stromů ze severních oblastí jsou menší a těžší než u jejich protějšků z jihu.

## Pohlavnost
Stromy javoru červeného mají nestálou pohlavnost. Nejčastěji jsou jejich květy oboupohlavné, někdy vyrůstají na odlišných větvích stromu květy samčí a na jiných větvích květy samičí, jindy jsou na stromě všechny květy jen samčí, jindy zas jen samičí. Květy jsou strukturálně dokonalé, jsou zbarvené karmínově červeně a vytvářejí květenství svazečky. Z nezcela objasněných příčin se může pohlavnost stromu změnit, krátkodobě i dlouhodobě, výživa stromu na to pravděpodobně nemá vliv.

## Rozmnožování
Semena mají tendenci epigeálně vyklíčit v létě brzy po dozrání, podmínkou je alespoň malé množství světla, dostatek vlhkosti a teplo. Pokud jsou silně zastíněna, pak vyklíčí až na jaře následného roku. Většina semenáčů nepřežije dlouhodobý růst v šeru pod zahuštěnými korunami, přesto jsou jedno až čtyřleté rostlinky pod hustým baldachýnem poměrně běžné. I když nakonec bez světla zemřou, slouží jako přirozený rezervoár a čekají, až se uvolní světlý prostor ve vrchlíku. Za dobrých světelných podmínek dosáhne jednoletý semenáč výšky asi 30 cm a v dalších létech přirůstá až 60 cm.

## Toxicita
Listy červeného javoru, když jsou zvadlé nebo suché, jsou toxické pro koně. Konkrétní toxin není plně znám, ale předpokládá se, že je to oxidant poškozující červené krvinky a způsobující akutní hemolýzu, blokující transport kyslíku. To nejen snižuje dodávku kyslíku do všech tkání, ale také poškozuje ledviny. Množství 0,7 kg listů je považováno za toxické a 1,4 kg za smrtelné. Příznaky se objevují do jednoho či dvou dnů po požití a mohou zahrnovat zvýšenou srdeční frekvenci, žloutenku a tmavě hnědou moč; konzumace často končí kolikou a smrtí. Léčba tohoto stavu je omezena, většinou zahrnuje použití methylenové modři a aktivního uhlí, což má zamezit dalšímu vstřebávání toxických látek. Průměrně 50 až 70 % postižených koní zemře nebo musí být utraceno.

## Význam
Někteří lesníci považuji javor červený za strom podřadný, protože zejména na chudších stanovištích nemívá kmen dobře rostlý. Na vhodných a výživných půdách ale strom roste rychle, kmen bývá dlouhý, rovný a je z něj dobrá výtěžnost. Specifická hmotnost dřeva je 540 kg/m³. Bělové dřevo je středně těžké, obvykle bílé s mírným červenohnědým nádechem a mívá tloušťku od 75 do 125 mm, jádrové je většinou světle červenohnědé a někdy bývá i tmavší. Někdy má oblasti olivově nebo zelenavě černě zbarvené, což bývá způsobeno poraněním během růstu. Dřevo má jemnou, rovnoměrnou strukturu, je těžké, silné, pružné, tvrdé a dobře se opracovává, je odolné proti oděru, nemá žádný charakteristický zápach, dobře se lepí, moří a má vysoký lesk. Má výborné akustické vlastnosti a používá se na zhotovování strunných i dechových nástrojů. Z extraktu z kůry se vyrábí skořicově hnědé barvivo. Mezi negativní vlastnosti patří smrštění při vysychání.
Javor červený lze také použít k výrobě javorového sirupu, jeho míza však není tak výnosná jako z javoru cukrového. Dřevo se užívá převážně v interiéru, sloužívá pro zhotovení zařízení domácnosti, sudů, přepravek, skříní, podlah, obkladů a dalšího vnitřního zařízení. Pro svou hezkou kresbu letokruhů je vhodné na výrobu zakázkového nábytku i hudebních nástrojů, loupou se z něj dýhy a zhotovují překližky. Prkna a trámy také hojně sloužívají jako stavebné řezivo. Ze dřeva se dělá velké množství buničiny na výrobu kvalitního papíru a používá se i jako palivové, jeho výhřevnost je udávána hodnotou 5,4 GJ/m³. Hlavní množství vytěženého dřeva se využívá přímo v Kanadě a Spojených státech, jistá část se ale vyváží do zemí Evropské unie a do Číny.
Druh patří v Severní Americe mezi často vysazované okrasné stromy a nachází uplatnění v zahradách, parcích i jako alejová dřevina v městských centrech i předměstských oblastech, které zkrášluje hlavně podzimním šatem. Je odolný vůči znečištěnému ovzduší, plytké kořeny však mohou ojediněle narušovat chodníky, tenkou kůru kmene nutno v mládí ochránit před poraněním motorovou sekačkou. Při výsadbě mladých stromů na odvodněných místech je třeba počítat s počáteční závlahou. Maximální životnost červeného javoru se počítá na 150 let, ale většina z nich se dožívá méně než sto roků. Stylizovaný list javoru červeného se nachází na kanadské vlajce.